# Всесоюзне товариство старих більшовиків
Всесою́зне товари́ство стари́х більшовикі́в (рос. Всесоюзное общество старых большевиков) — громадська організація, що діяла в 1922—1935 роках.

## Історія
Товариство створено 1922 року з ініціативи групи членів РКП(б) із багаторічним дореволюційним партійним стажем.
Метою товариства було використання досвіду старих більшовиків для виховання молоді на революційних традиціях, збір історико-революційних матеріалів тощо.
До товариства приймали членів партії з безперервним партійним стажем не менше ніж 18 років. 1922 року членами товариства були 64 чоловіки, у січні 1934 року — понад 2000 чоловік.